# باد شکم
باد شکم یا باد معده به خارج شدن گازهای تولیدشده در دستگاه گوارش از مقعد اشاره دارد که عموماً گوزیدن نامیده می‌شود. بخش زیادی از باد معده ممکن است به دلیل بلعیدن هوای محیط باشد و از این‌رو باد معده به‌طور کامل در معده یا روده ایجاد نمی‌شود. مطالعۀ علمی دربارۀ این حوزه در پزشکی «فلاتولوژی» نامیده می‌شود.
گاز درون معده به راست‌روده آورده می‌شود و توسط ماهیچه‌های روده تحت فشار قرار می‌گیرد. در این شرایط دفع گاز طبیعی است، اگرچه حجم و میزان صدای آن در بین افراد بسیار متفاوت است. همچنین طبیعی است که گاز روده دارای بویی بد و نامطبوع باشد. بوی آن می‌تواند بسیار کم یا شدید باشد. صدایی که معمولاً با نفخ همراه است توسط مقعد و باسن ایجاد می‌شود. نگه‌داشتن مداوم باد معده عملی مضر است.

## نام‌ها
عبارت «باد شکم» در واقع اصطلاحی است که به باد درون شکمِ خارج شده از مقعد اشاره دارد. عبارت‌های «باد معده» و «گاز معده» نیز اصطلاح‌های مشابه رایجی هستند. در زبان عامیانه به عمل خارج‌کردن باد شکم از مقعد «باد در کردن»، «گوزیدن» یا «چُسیدن» می‌گویند. تعریف نادرست و غیرپزشکی باد شکم عبارت است از: «شرایط ناراحت‌کننده تجمع گاز در معده، روده یا مجرای گوارش» که نشان می‌دهد که بسیاری از مردم نفخ شکم یا افزایش حجم گاز در روده را مترادف با اصطلاح باد شکم می‌دانند.

## منشأ، ترکیبات و عوارض باد شکم
هنگامی که بدن شما غذا را هضم و تجزیه می‌کند، گاز در دستگاه گوارش جمع می‌شود. به عبارتی، هنگامی که دستگاه گوارش شما کارش را انجام می‌دهد، گاز معده به عنوان یک عارضه جانبی تشکیل می‌شود. همچنین گاز ممکن است ناشی از هوایی باشد که هنگام خوردن یا آشامیدن می‌بلعید. روده بزرگ حاوی مقدار زیادی باکتری است که غذا را تجزیه می‌کند و در حین انجام این کار گازهایی آزاد می‌کند. تجمع این گازها باعث ایجاد نفخ می‌شود. هضم این غذاها ممکن است مدت زیادی طول بکشد که منجر به بوی نامطبوع مرتبط با نفخ می‌شود. همچنین، برخی مواد غذایی وجود دارند که بدن نمی‌تواند آنها را به‌طور کامل هضم کند. این به این معنی است که آن مواد از روده کوچک به روده بزرگ، بدون اینکه ابتدا به‌طور کامل هضم شوند، عبور می‌کنند. همه غذاها باعث ایجاد گاز در همه افراد نمی‌شوند. ردیابی غذاهایی که می‌خورید و علائم نفخی که تجربه می‌کنید، می‌تواند در شناسایی علل اصلی ایجاد گاز در بدن‌تان کمک کننده باشد. اکثر گازهایی که از روده آزاد می‌شوند بی‌بو هستند. ترکیبات شیمیایی این گازها از هر فردی به فرد دیگر متفاوت است؛ اما به‌طور متوسط حدود یک چهارم گاز معده افراد از اکسیژن و نیتروژن هوای بلعیده شده و حدود سه چهارم از کربن دی‌اکسید، هیدروژن و متان تشکیل می‌شود. یک آمار دیگر درصد اجزای باد شکم بدین شرح است:
- نیتروژن بین ۲۰٪ تا ۹۰٪
- هیدروژن بین ۰٪ تا ۵۰٪
- کربن دی‌اکسید بین ۱۰٪ تا ۳۰٪
- اکسیژن بین ۰٪ تا ۱۰٪
- متان بین ۰٪ تا ۱۰٪

بوی زنندهٔ باد شکم ناشی از ایندول‌ها، اسکاتول‌ها و هیدروژن سولفید است که به وسیله تخمیر باکتری‌ها در پس‌روده ایجاد می‌شوند. صدای باد شکم برآمده از ارتعاشات اسفنکتر مقعد و ضربه کپل‌های باسن به یکدیگر است؛ سرعت باد و سفتی نگه داشتن کپل‌ها، میزان صدای آن را تعیین می‌کند. بیشتر نیتروژن و اکسیژن گاز معده ناشی از هوای بلعیده‌شده است. این گازها به شکل طبیعی‌تر با آروغ خارج می‌شوند. بخش زیادی از گازها (مانند دی‌اکسید کربن، متان و هیدروژن) ناشی از فعالیت باکتری‌ها است. اگر متان و هیدروژن به‌گونه‌ای مناسب با اکسیژن هوای بلعیده شده مخلوط شوند، مخلوطی مشتعل ایجاد می‌گردد؛ به‌طوری که استفاده از جریان الکتریکی سبب انفجار خفیفی می‌شود. باد شکم پدیده‌ای بسیار رایج است. همه ما در هر سنی، در سیستم گوارشی خود گاز جمع می‌کنیم. به گفته مؤسسه ملی بهداشت، مردم به‌طور متوسط بین ۱۰ تا ۲۱ بار در روز خروج باد معده را تجربه می‌کنند. اگر بیش از این مقدار و به شکل منظم باد معده داشته باشید، دچار نفخ شده‌اید.

### علت‌ها
بلعیدن هوا
چنانچه گفته شد، در طول روز به‌طور معمول هنگام خوردن و آشامیدن مقداری از هوا بلعیده می‌شود. اگر مکرراً میزان بیشتری از هوا را قورت دهید ممکن است متوجه نفخ بیش از حد شوید. همچنین بلعیدن هوا ممکن است عاملی برای آروغ زدن هم باشد. حتی دلایلی مانند جویدن آدامس باعث می‌شود بیش از حد معمول هوا را ببلعید.
خوردن و نوشیدن
میزان گازی که در اثر خوردن و نوشیدن و تلاش برای هضم آنها تولید می‌شود، در بین افراد و خوراکی‌های مختلف، چه از نظر حجم و چه از نظر بو متفاوت است. برخی خوراک‌های فیبر‌دار مانند انواع حبوبات، بیشتر سبزیجات مثل کلم، شلغم، بروکلی، تربچه، پیاز، گل کلم، سیر، سیب‌زمینی، میوه‌هایی مثل آلو و سیب، انواع لبنیات به جز ماست و دوغ (در افرادی که با لاکتوز مشکل دارند)، جو، گندم و ذرت و برخی نوشیدنی‌ها مانند نوشابه‌های گازدار مثل نوشابه و انرژی‌زا، ماءالشعیر و آب‌میوه‌ها، آدامس و آبنبات اصطلاحاً «نفاخ» یا «نفخ‌آور» هستند و باعث خروج گازهای بیشتر و بدبوتر از مقعد می‌شوند. این خوردنی‌ها حاوی مواد ساکاریدی هستند، مدت زمان بیشتری در روده می‌مانند و باعث فعالیت بیشتر میکروب‌ها می‌شوند که گاز بیشتر و بدبوتری ایجاد می‌کند. برخی از آنها به علت وجود انواع کربوهیدرات‌های جذب‌نشدهٔ تخمیرپذیر، محیطی مناسب برای رشد باکتری‌ها فراهم می‌سازند. اما در برخی موارد، خروج بیش‌ازحد گاز ناشی از آزردگی روده بزرگ است که باعث می‌شود پیش از آنکه گازها جذب شوند، با حرکات دودی دفع گردند.
بیماری
اگر رژیم غذایی‌تان حاوی مقدار زیادی کربوهیدرات یا قند نیست و هوای بیش از حد هم قورت نمی‌دهید، ممکن است دلیل باد معده زیاد‌تان یک بیماری باشد که شرایط احتمالی آن از یک مشکل موقتی تا مشکلات گوارشی زمینه‌ای متغیر باشد. ازجمله برخی شرایط مانند اختلال در اشتها، یبوست، سندرم روده تحریک‌پذیر، عدم تحمل لاکتوز، خودایمنی، رفلاکس معده، سندرم دامپینگ، کولیت اولسراتیو، زخم معده، بیماری‌های سلیاک، دیابت و گاستروپارزی، می‌توانند باعث نفخ بیش از حد شوند. یک علت بسیار شایع دیگر در ایجاد نفخ، وجود میکروب ژیاردیا در دستگاه گوارش است. ژیاردیا یک نوع انگل گوارشی است که توسط آب و سبزی‌های آلوده وارد دستگاه گوارش می‌شود. وجود این میکروب عوارضی مانند نفخ، سروصدای شکم، باد و احساس گرفتگی شکم ایجاد می‌کند. یک مشکل دیگر، افزایش میکروب‌های داخل دستگاه گوارش است. وقتی میکروب‌ها در روده زیاد می‌شوند تولید گاز در روده بزرگ افزایش پیدا می‌کند و مشکلاتی در قسمت‌های تحتانی دستگاه گوارش ایجاد می‌شود. لازم به توجه است که برخی از داروها و مکمل‌ها هم می‌توانند بر هضم معده یا سرعت حرکت غذا در روده تأثیر بگذارند که با مصرف‌شان ممکن است دچار گاز معده یا نفخ شوید. مانند آنتی‌اسیدها، داروی اسهال، مسکن‌های افیونی، مکمل‌های فیبری، مکمل‌های آهن، داروهای ضدالتهاب غیراستروئیدی، داروهای ضد قارچ و داروهای کاهش‌دهنده کلسترول یا استاتین‌ها. در مورد تمام داروهایی که مصرف می‌کنید، از جمله ویتامین‌ها، با پزشک خود صحبت کنید تا با اطلاع از اینکه کدام‌شان ممکن است باعث ایجاد گاز اضافی در گوارش‌تان شود از آنها اجتناب کنید. تغییرات در سطح هورمونی هم یکی از مهم‌ترین مواردی است که می‌تواند علت باد شکم زیاد در زنان باشد. این اتفاق بیشتر در خانم‌‌ها و به‌خصوص قبل از دوران قاعدگی به‌وجود می‌آید. یک علت دیگر که معمولاً فراموش می‌شود استرس است. استرس می‌تواند بر نحوه عملکرد مغز و روده‌تان بسیار تأثیر بگذارد. ممکن است هضم‌تان را کند و باعث افزایش گاز و نفخ در شما شود. استرس روانی همچنین ممکن است باکتری‌های روده‌تان را تغییر دهد یا علائم گاز ناشی از سایر اختلالات گوارشی را بدتر کند.

### عوارض
در برخی موارد، باد معده می‌تواند باعث نفخی دردناک شود و فعالیت‌های روزانه شما را تحت تأثیر قرار دهد. عدم خروج باد معده عواقب درازمدتی ندارد. تنظیم رژیم غذایی، مصرف داروهای تجویزی و ورزش می‌توانند به کاهش ناراحتی‌های معده کمک کند. نفخ شدید و مداوم می‌تواند بر سلامت جسمانی شما تأثیر بگذارد. ممکن است باعث درد، گرفتگی و سایر علائم ناراحت‌کننده شود. گاز اضافی می‌تواند برای سلامت روان نیز شما عوارضی ایجاد کند. ممکن است مقابله با نفخ شکم مکرر، به‌خصوص در موقعیت‌های اجتماعی، استرس‌زا یا خجالت‌آور باشد. اگر نفخ معده به دلیل عدم تحمل غذایی یا مشکل گوارشی باشد، ممکن است وضع آن بدتر و عامل بیماری‌های دیگری هم شود. به همین دلیل ضروری است اگر متوجه روند غیرطبیعی خروج گاز از بدن شدید، حساسیت نشان دهید و مطمئن شوید مشکل قابل درمان است. در برخی موارد، نفخ طولانی‌مدت بیش از حد می‌تواند منجر به مسائل دیگری مانند ناراحتی اجتماعی و تغییر عادات غذایی شود. اگر این مسئله روی سبک زندگی شما تأثیر زیادی بگذارد، ممکن است بر روحیه‌تان نیز اثر گذار باشد. رعایت رژیم غذایی سالم و مراجعه به پزشک در صورت ایجاد مشکل در زندگی شما، بسیار مهم است.

## اشتعال باد شکم

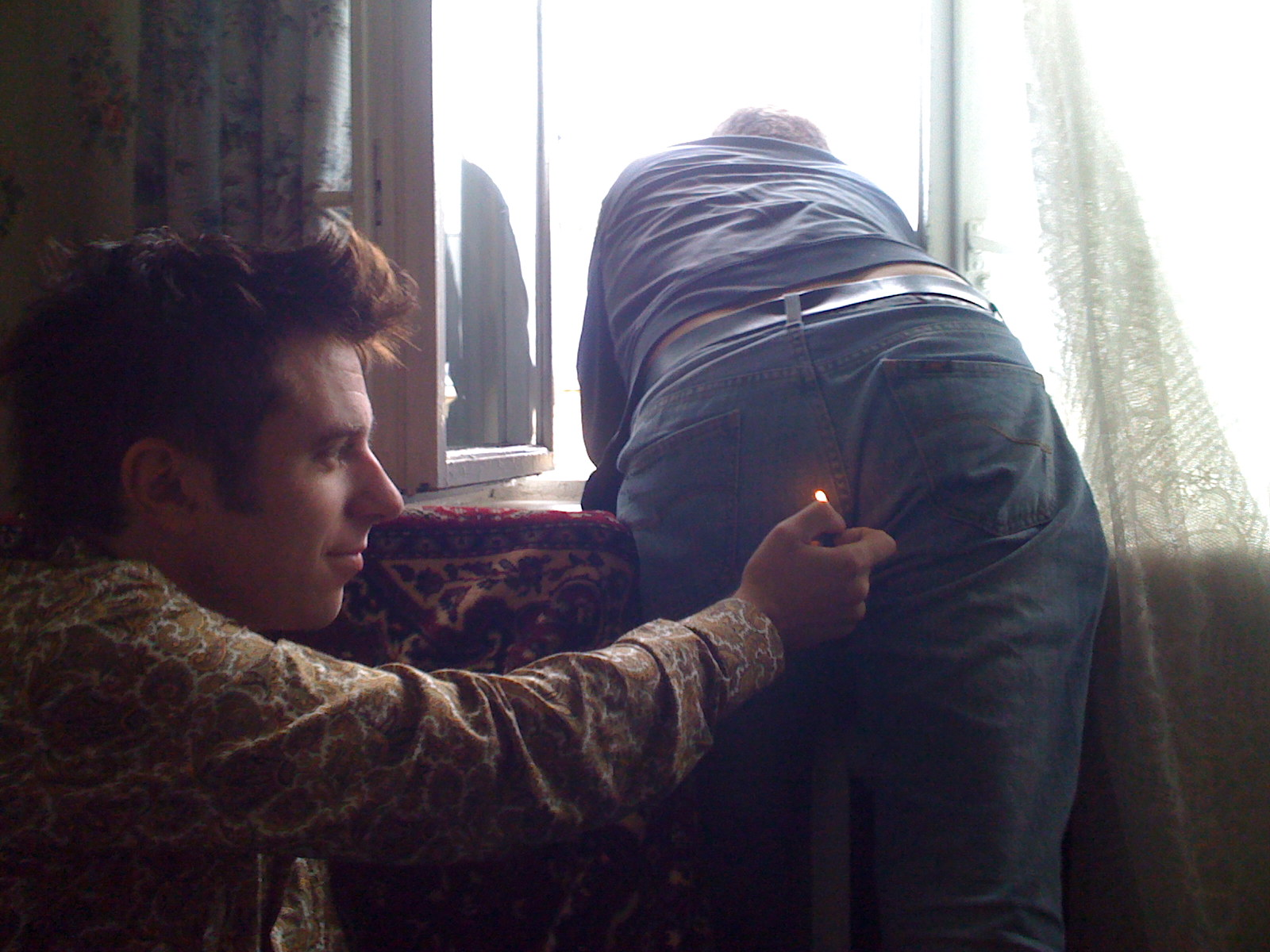
مردی می‌خواهد دوستش را منفجر کند!

باکتری‌های روده مقدار زیادی گازهای قابل اشتعال ازجمله هیدروژن و متان تولید می‌کنند و گوزهای بدبو به‌طور بالقوه قابل اشتعال هستند، زیرا حاوی سولفید هیدروژن هستند. ترکیب گازها با غذای خورده شده و مقدار و نوع باکتری‌های موجود در روده متفاوت است؛ بنابراین میزان اشتعال گاز در بین افراد نیز متفاوت است. هیدروژن، مشتعل‌ترین گاز روده، به راحتی و حتی در غلظت‌های کمتر از ۴٪ آتش می‌گیرد. بسته به مقدار فیبر مصرفی، محتوای هیدروژن در گاز معده می‌تواند از ۸ تا ۶۳ درصد متغیر باشد. گازهای هیدروژن، متان و دی‌اکسید کربن روی هم حدود ۷۵٪ از یک گوز معمولی را تشکیل می‌دهند. هنگامی که گازها با اکسیژن هوا مخلوط می‌شوند، یک محتوای قابل اشتعال را تشکیل می‌دهند. شعله یک گوز مشتعل معمولاً بسیار کوتاه است؛ زیرا گوزها معمولاً تنها ۱۰۰ میلی لیتر حجم دارند و هیدروژن آنها به سرعت می‌سوزد.
به‌طور خلاصه ترتیب اشتعال باد شکم چنین است:
1. گاز از راست‌روده خارج می‌شود: باکتری‌های روده گازهای قابل اشتعال مانند هیدروژن، سولفید هیدروژن و متان تولید می‌کنند. یک گوز می‌تواند شامل حدود ۶۳٪ هیدروژن باشد که مشتعل‌ترین گازی است که روده می‌تواند تولید کند.
2. حرارت گازها را تحریک می‌کند: هنگامی که هیدروژن با اکسیژن موجود در هوا مخلوط می‌شود و تحت گرمای یک شعله قرار می‌گیرد، یک واکنش احتراق ایجاد می‌شود که در آن هیدروژن و اکسیژن با یکدیگر واکنش می‌دهند و آب، نور و گرما تولید می‌کنند.
3. یک شعله آبی رنگ ایجاد می‌شود: هرچه هیدروژن در گوز بیشتر باشد، رنگ شعله به آبی مایل‌تر خواهد بود. پدیدار شدن رنگ نشانه احتراق کامل است. رنگ آبی شعله می‌تواند به دلیل گاز متان هم باشد.[۱۳] شعله‌های زرد متمایل به قرمز ناشی از شمع‌ها یا آتش‌ها حاصل ذرات جامدی مانند دوده است.

به آتش کشیدن گاز معده‌تان اگرچه ممکن است سرگرم‌کننده به نظر برسد، اما به هیچ عنوان توصیه نمی‌شود؛ زیرا ممکن است شعله در جهت راست روده کشیده و پخش شود که موجب سوختگی شدید در بدن یا دست خواهد شد.

## جنبه‌های اجتماعی و فرهنگی

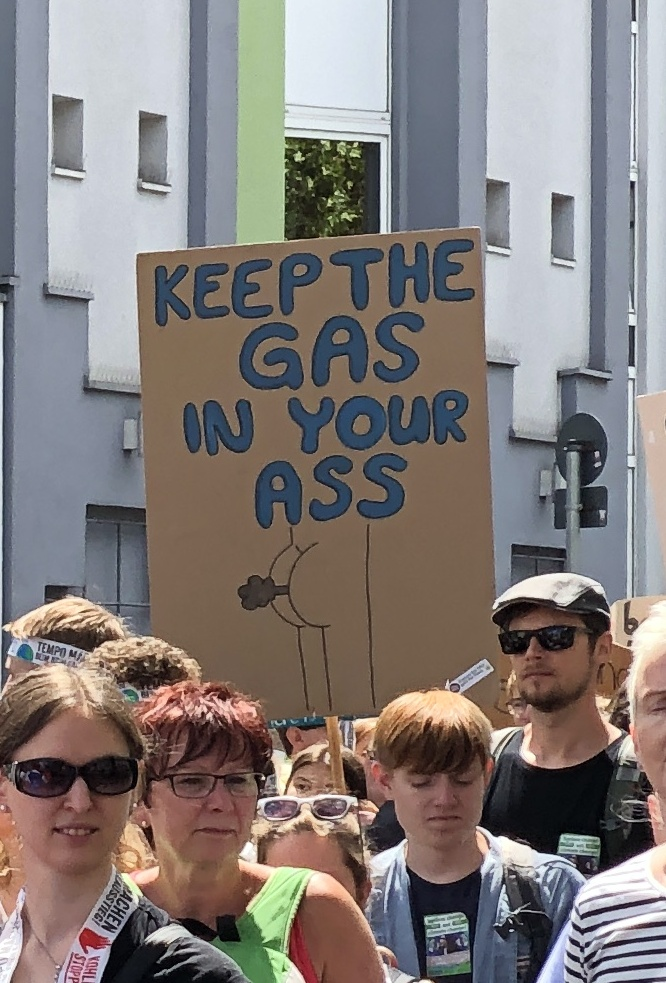
همایشی از مردم با بنر: «گازتو توی کونت نگه‌دار!»

در بسیاری از فرهنگ‌ها رها کردن باد شکم در ملأ عام عملی زشت و باعث خجالت بوده و غیر مؤدبانه به‌شمار می‌رود. صدا و بوی باد معده هر دو ممکن است عامل خجالت، آزار یا شاید سرگرمی باشند. افراد معمولاً می‌کوشند تا از خروج باد شکم‌شان خودداری یا آن را کنترل کنند، یا صدا و بوی آن را مخفی کنند. رها شدن باد معمولاً یک رخداد ناخجسته و مایهٔ تأسف در نظر گرفته می‌شود که البته رها نکردن آن موجب دل‌درد می‌شود، اما مشکل به‌خصوصی را به وجود نمی‌آورد.
همچنین خارج‌کردن باد شکم می‌تواند با هدف طنز و سرگرمی انجام شود. در طول تاریخ، افرادی با توانایی‌های ویژه در این زمینه به شهرت رسیده‌اند. ژوزف پوژول یکی از محبوب‌ترین و پردرآمدترین اجراکنندگان صحنه‌های نمایش اروپا در قبل از جنگ جهانی اول بود که به «دیوانه‌گازی» (به فرانسوی: Le Pétomane) معروف بود. شواهدی مبنی بر وجود «گوزوها» (به انگلیسی: fartists) به عنوان افرادی مشغول به این کار وجود دارد که قدمت‌شان به قرن چهارم میلادی برمی‌گردد و در دوران کاماکورا ژاپن نیز، مردی به نام فوکوتومی نو اوریبه برای اشراف رقص گوز اجرا می‌کرد.

### هنجار در مقابل سلامتی

گوزیدن ممنوع!

در رابطه با چگونگی برخورد با باد شکم همیشه بحث وجود داشته است. خروج باد شکم مانند عرق‌کردن، تنفس و تپش قلب، یک روند کاملاً طبیعی و ضروری در بدن جانداران است که در میان همه و در تمام سنین اتفاق می‌افتد. این درحالی است که در اغلب هنجارهای اجتماعی، بد و نکوهیده طلقی می‌شود و افراد سعی می‌کنند جلوی آن را بگیرند تا موجب شرمساری و خجالت‌شان در جمع نشود. با این وجود، پزشکان همیشه بر لزوم نگه‌نداشتن باد معده و نیاز به خروج آن تأکید داشته‌اند. در سال ۲۰۲۲، سخنان کارال راجان یک پزشک بریتانیایی، در فضای مجازی بسیار دیده شد. او گفته بود:
«هر چه باد معده بیشتر باشد، بهتر است. اگر کسی به شما بگوید باد معده ندارد، دروغ می‌گوید و باید فوراً آن را انکار کنید. اما اگر واقعا چنین باشد، او دچار انسداد روده شده که یک فوریت پزشکی است. اگر باد معده‌تان را برای مدت طولانی نگه دارید، ممکن است دوباره جذب گردش خون‌تان شود و هنگام بازدم از دهان شما خارج شود!»
متخصصان هشدار داده‌اند که محبوس کردن باد شکم می‌تواند باعث اتساع شکم شود. خروج باد شکم همیشه سالم تر از نگه داشتن آن است؛ این پدیده نشان می‌دهد که دستگاه گوارش‌تان کارش را خوب انجام می‌دهد. درحالی که نگه‌داشتن مکرر آن می‌تواند باعث تحریک روده بزرگ شود. پیش از آنکه توصیه‌های پزشک بریتانیایی در تیک‌تاک درباره اهمیت رها کردن باد شکم دست‌به‌دست شود، شاعر شیرازی، در قرن هفتم هجری همان توصیه را به مخاطبانش کرده بود. کسانی چون سعدی هم مانند دکتر راجان معتقد بودند که نگه‌داشتن باد شکم برای سلامتی خوب نیست هر چند رها کردنش شرم‌آور باشد. سارا باقری، نویسنده امور اجتماعی در ایندیپندنت فارسی نوشت: «توصیه‌های پزشکی زیادی وجود دارند که باعث تعجب ما می‌شوند و همچنین آموزه‌های تربیتی و آداب و رسوم فراوانی وجود دارد که با این توصیه‌های پزشکی سازگار نیست. تحت‌فشار قرار ندادن روده‌ها هم یکی از این‌ها است. تجمع گاز در معده می‌تواند بسیار دردناک باشد. باقیمانده این گازها همراه با گازهای تولیدشده در سیستم گوارش در امتداد روده‌ها حرکت می‌کنند و اگر شما سیستم گوارش سالمی داشته باشید به‌صورت طبیعی از طریق مقعد دفع می‌شود. نگه‌داشتن گاز به‌اندازه نگه‌داشتن مدفوع و ادرار مضر است و در صورت عادت کردن، ضررهای جدی به‌سلامت شما وارد می‌کند. نتیجه یک پژوهش در سال ۲۰۱۸ توسط کلر کالینز، پزشک تغذیه و رژیم‌درمانی در دانشگاه نیوکاسل استرالیا، نشان داد که این گاز‌های محبوس شده می‌توانند توسط خون جذب شوند!».
| «            | چه فرهنگ شما بپسندد چه نه، واقعیت این است که بدن انسان همان‌طور که مایع و جامدات دفع می‌کند، گاز هم تولید می‌کند و برای این گاز تولیدی سه راه خروج وجود دارد. دهان، مقعد و خون ... اگر در شرایطی گرفتار شدید که نتوانستید برای رها کردن گازهای روده به مکان خلوتی بروید و در حضور دیگران «بادی از شما صادر شد» مانند بزرگی که در حکایت گلستان سعدی در اضطرار بود، از دیگران عذرخواهی کنید و بخواهید به علت آنچه در اختیار شما نبوده، ملامتتان نکنند. | » |
| —سارا باقری، | |   |

### در ادبیات
اشاره و کنایه به باد شکم در تاریخ ادبیات فارسی رواج داشته است. در گذشته برای اشاره به باد معده از واژه «تیز» هم استفاده می‌کردند. شکل و مقصود سخن گفتن از باد شکم در شاعران پارسی‌گو متفاوت بوده است.
در ادبیات شاعرانی چون سعدی این واژه با هدف خردگرایی و پندآموزی به‌کار می‌رود. سعدی در باب دوم کتابش گلستان داستان فرد بخت برگشته‌ای را روایت می‌کند که نتوانست باد شکم خود را نگه دارد و در توجیه عمل خود می‌گوید که این عمل غیر اختیاری باعث راحتی او شد. سپس سعدی از این روایت یک نتیجه‌گیری پندآموز ارائه می‌کند که «نباید جلوی معضلی را که شوقِ رفتن دارد گرفت»:
- «یکی را از بزرگان بادی مخالف در شکم پیچیدن گرفت و طاقت ضبط آن نداشت و بی اختیار از او صادر شد. گفت ای دوستان! مرا در آنچه کردم اختیاری نبود و بزهی بر من ننوشتند و راحتی به وجود من رسید. شما هم به کَرَم معذور دارید:

| شکم زندان باد است ای خردمند |  | ندارد هیچ عاقل باد در بند     |
| چو باد اندر شکم پیچد فرو هِل |  | که باد اندر شکم بار است بر دل |
| حریفِ تُرُشرویِ ناسازگار        |  | چو خواهد شدن، دست پیشش مدار»  |
| — سعدی                      |  |                               |

در مقابل در ادبیات شاعران دیگری مانند قاآنی، سخن از باد شکم می‌تواند صورت طنز و هزله‌گویانه به خود بگیرد. مانند:
| سرفه‌کنان دم‌به‌دم، ضُرطِه‌زنان پی ز پی |  | سرفه به اخلاط جفت، ضرطه به غایط عَجین |
| سرفهٔ بالا خشن، ضرطهٔ سفلیٰ عَفِن      |  | جان به تنفر از آن، دل به تحیر از این |
| — قاآنی                           |  |                                      |

## جنبه دینی

### در اسلام
در تفاسیر قرآن ذکر شده است که یکی از مواردی که لوط قومش را به آن نکوهش می‌کرد، این بود که در مجالس خود بدون شرم و حیا باد معده رها می‌کردند. در آموزه‌های دین اسلام خروج هر نوع گاز باعث باطل شدن وضو و نماز می‌شود.

## کنترل باد شکم
تسکین باد معده با داروهای خانگی، داروهای تجویزی یا هر دو می‌تواند به کاهش عوارض احتمالی کمک کند. پیشنهاد می‌شود روش‌های مختلف را امتحان کنید تا ببینید کدام یک برای شما بهتر عمل می‌کنند؛ اما اگر نفخ شکم همواره عامل ایجاد عوارض در زندگی‌تان است، حتماً به پزشک متخصص گوارش مراجعه کنید.

### کنترل خانگی
راهکارهای خانگی راه‌حل‌هایی هستند که همه افراد می‌توانند آنها را به‌کار گیرند. یکی از راه‌های خانگی خوردن غذا در حجم‌ها و وعده‌های کوچک‌تر است. زیرا خیلی از افرادی که به‌جای سه وعدهٔ غذایی حجیم، شش وعدهٔ غذایی کم‌حجم مصرف می‌کنند، کمتر به باد شکم مبتلا می‌شوند. همچنین داروهای گیاهی که عمدتاً بر پایه نعناع ساخته می‌شوند (مثل چای نعناع) برای نفخ دستگاه گوارش فوقانی (معده) کمک‌کننده هستند، مشروط بر اینکه فرد مشکل رفلاکس معده و یبوست نداشته باشد؛ زیرا نعناع باعث بدتر شدن این دو مشکل می‌شود. اما همین داروها برای افرادی که دارای نفخ روده هستند مؤثر نیست. زیرا نفخ روده مشکلی عمدتاً میکروبی است و بیماران باید با آنتی‌بیوتیک درمان شوند که دوره درمان آن از یک هفته یا بیشتر متغیر است. ازجمله دیگر راه‌ها:
- کاهش بلع هوا: پیش از هر چیز، لازم است از انجام هر کاری که ممکن است مقدار بلع هوا را در شما افزایش دهد، مانند جویدن آدامس، خوردن نوشیدنی‌های گازدار، حرف‌زدن به هنگام غذا، مکیدن هر چیزی، نوشیدن با نی و... اجتناب کنید.
- تغییر رژیم غذایی: اگر رژیم غدایی‌تان حاوی مقدار زیادی کربوهیدرات است که هضم‌شان دشوار است، سعی کنید آنها را با مواد کم کربوهیرات‌تر جایگزین کنید. از میوه‌ها و سبزیجات با فیبر کمتر استفاده و نیاز لبنی خود را بیشتر با ماست و دوغ تأمین کنید. اجتناب از مصرف خوراکی‌هایی که باعث ایجاد نفخ و گاز در شکم می‌شود، بهترین روش برای درمان باد معده است.
- آرام خوردن غذاها: غذاها را سریع قورت نداده و به‌خوبی بجوید تا هضم آن‌ها در معده راحت‌تر باشد.
- شناسایی عوامل محرک: خوراکی‌هایی که باعث نفخ بیشتر در بدن‌تان می‌شود را یک جا یادداشت و از خوردن آن‌ها اجتناب کنید.
- ترک سیگار: هنگامی که شما سیگار می‌کشید، هوای بیشتری را می‌بلعید. همچنین، سیگار باعث به‌هم‌ریختن دستگاه گوارش انسان می‌شود. ترک سیگار برای خیلی از افراد می‌تواند کمک‌کننده باشد.
- ورزش‌کردن: ورزش باعث بهبود عملکرد دستگاه گوارش و در نتیجه کاهش میزان نفخ و باد شکم می‌شود. پزشکان توصیه می‌کنند برای داشتن سیستم گوارش سالم‌تر و جلوگیری از بازگشت گازهای مضر به خون، از نشستن‌های طولانی پرهیزکرده و همیشه در حین کار نرمش‌های کوتاه چند دقیقه‌ای انجام دهید.[۱۶]
- تخلیه به موقع: تأخیر در تخلیه معده یا یبوست نیز در ایجاد گازهای دستگاه گوارش سهم بسزایی دارند. هرچه مدفوع زمان کوتاه‌تری در دستگاه گوارش باقی بماند فرصت کمتری در اختیار باکتری‌ها قرار می‌گیرد و گاز سولفوردار کمتری تولید می‌شود. معده برخی از افراد بدون علت یا با علت زمینه‌ای بیماری‌هایی مثل دیابت و کم‌کاری تیروئید، به خوبی تخلیه نمی‌شود و باعث ایجاد نفخ و اتساع شکم می‌شود. اصلاح شیوه زندگی و بهتر کردن اجابت مزاج و بهبود یبوست در کاهش این گاز معده است.

### کنترل دارویی
اگر درمان خانگی جوابگو نبود، می‌توانید مصرف داروهای بدون نسخه‌ای را که منع مصرف ندارند، امتحان کنید. داروهای حاوی قرص‌های زغال که در داروخانه‌ها موجود هستند با جذب گازهای درون دل و روده، به بهبود نفخ معده کمک می‌کنند. باید توجه داشت که این داروها فقط تسکین‌دهنده موقت هستند نه درمان‌کننده. همچنین لازم است قبل از مصرف این داروها با پزشکتان مشورت کنید، زیرا برخی از آنها ممکن است مواد لازم سایر داروها را نیز جذب نمایند. برخی از این داروها:
- پروبیوتیک‌ها: در بعضی از افراد می‌توانند به کاهش باد شکم کمک کنند.
- ریفاکسیمین: این داروی آنتی‌بیوتیکی که برای درمان اسهال مصرف می‌شود، بر روی باد شکم هم تأثیر دارد.
- سایمتیکون: ازجمله داروهای محبوب است که با نام‌های تجاری مختلفی در داروخانه‌ها به فروش می‌رسد. زنان باردار و شیرده لازم است پیش از مصرف آن با پزشک مشورت کنند.
- کارمینت: یک قطره خوراکی ضد نفخ و اسپاسم معده است که به کاهش نفخ، دل درد و سوءهاضمه کمک می‌کند.
- فاموتیدین: یک قرض کاهش‌دهنده اسید معده است که به بهبود مشکلات کم تا شدید گوارشی کمک می‌کند.

## نگارخانه

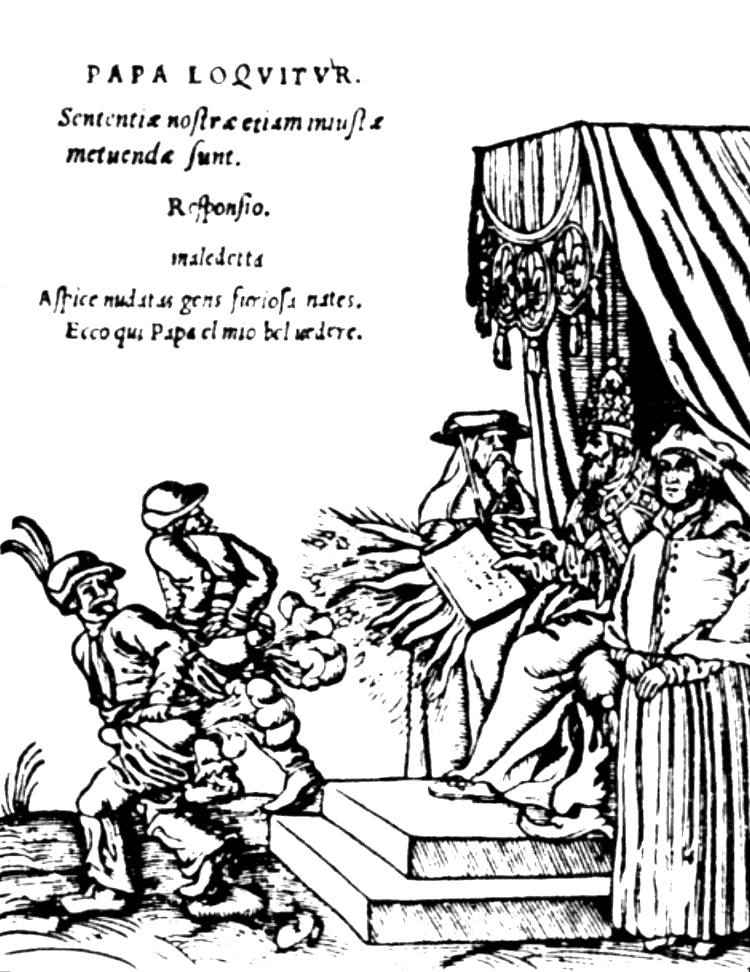
کار روی چوب اثر لوکاس کراناخ پدر به سفارش مارتین لوتر در ۱۵۴۵م؛ پاپ پائولوس سوم می‌گوید: «از احکام ما باید ترسید، حتی اگر ناعادلانه باشند!» و دهقانان آلمانی با گوزهای خود به او پاسخ می‌دهند.
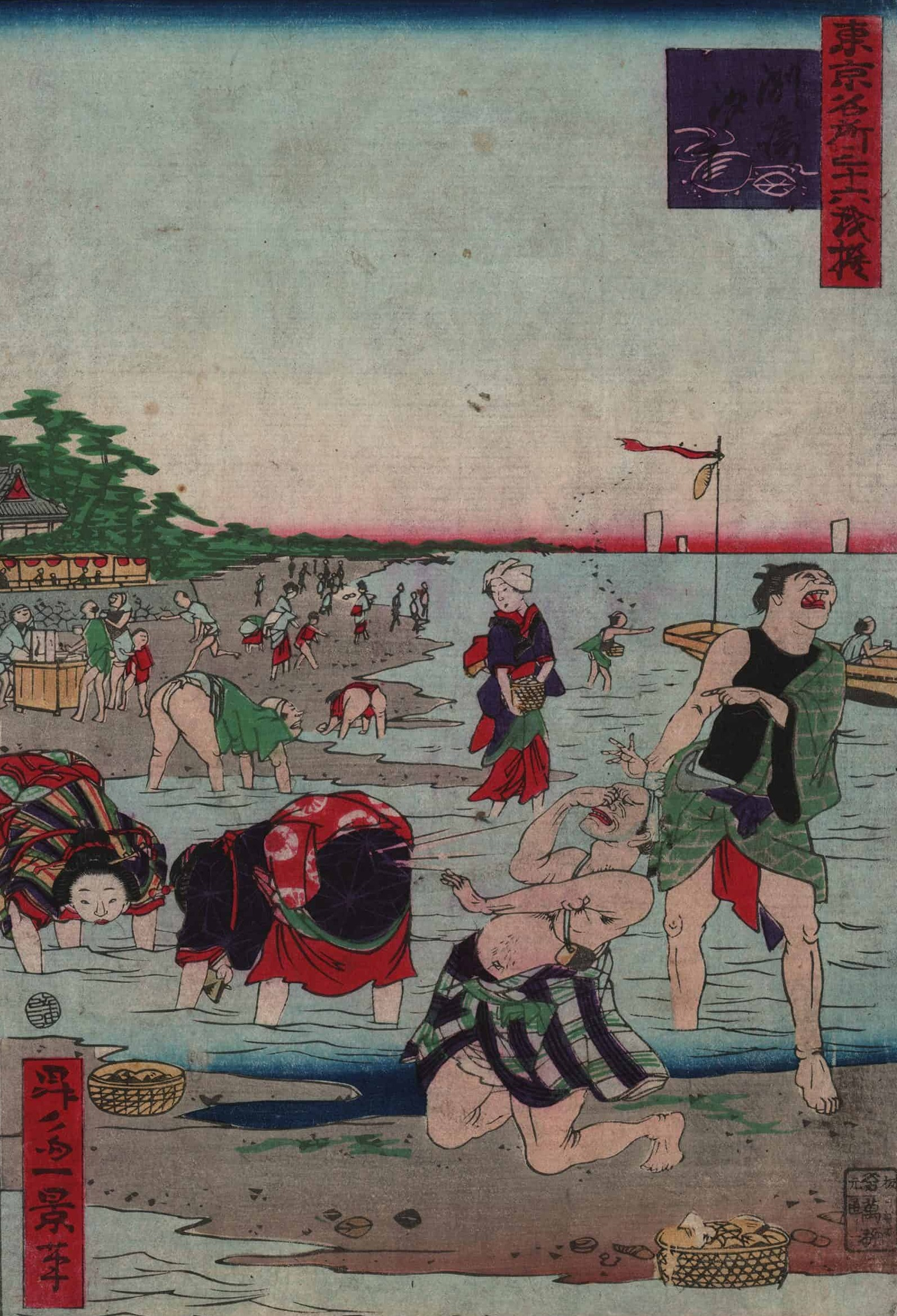
یک پوستر طنز ژاپنی دربارهٔ گوزیدن در سال ۱۸۷۲م
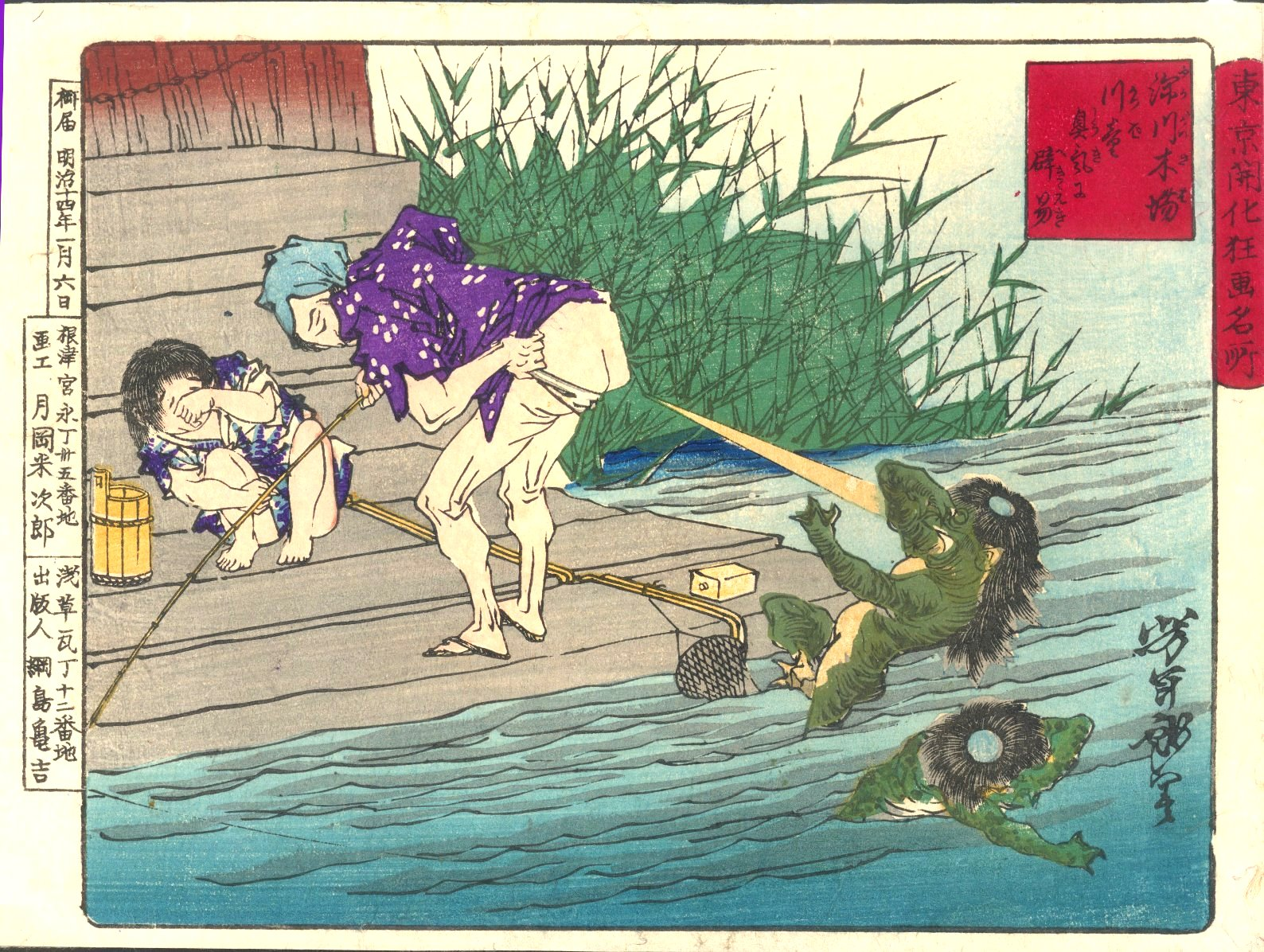
پیرزن باتجربه ژاپنی کاپا‌ها (هیولاهای دریاچه) را با گوز فراری می‌دهد؛ اثر تسوکی‌اوکا یوشی‌توشی در سال ۱۸۸۱م.
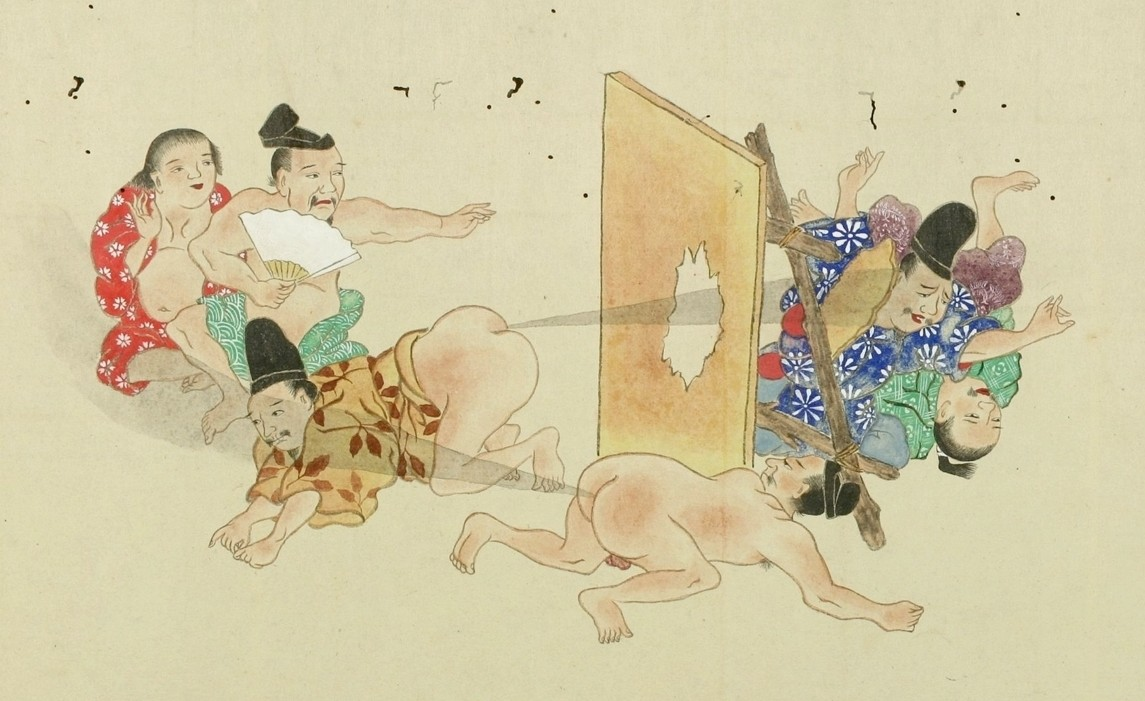
بخشی از تومار ژاپنی «نبرد گوز» (به ژاپنی: 屁合戦) در سال ۱۸۴۶م
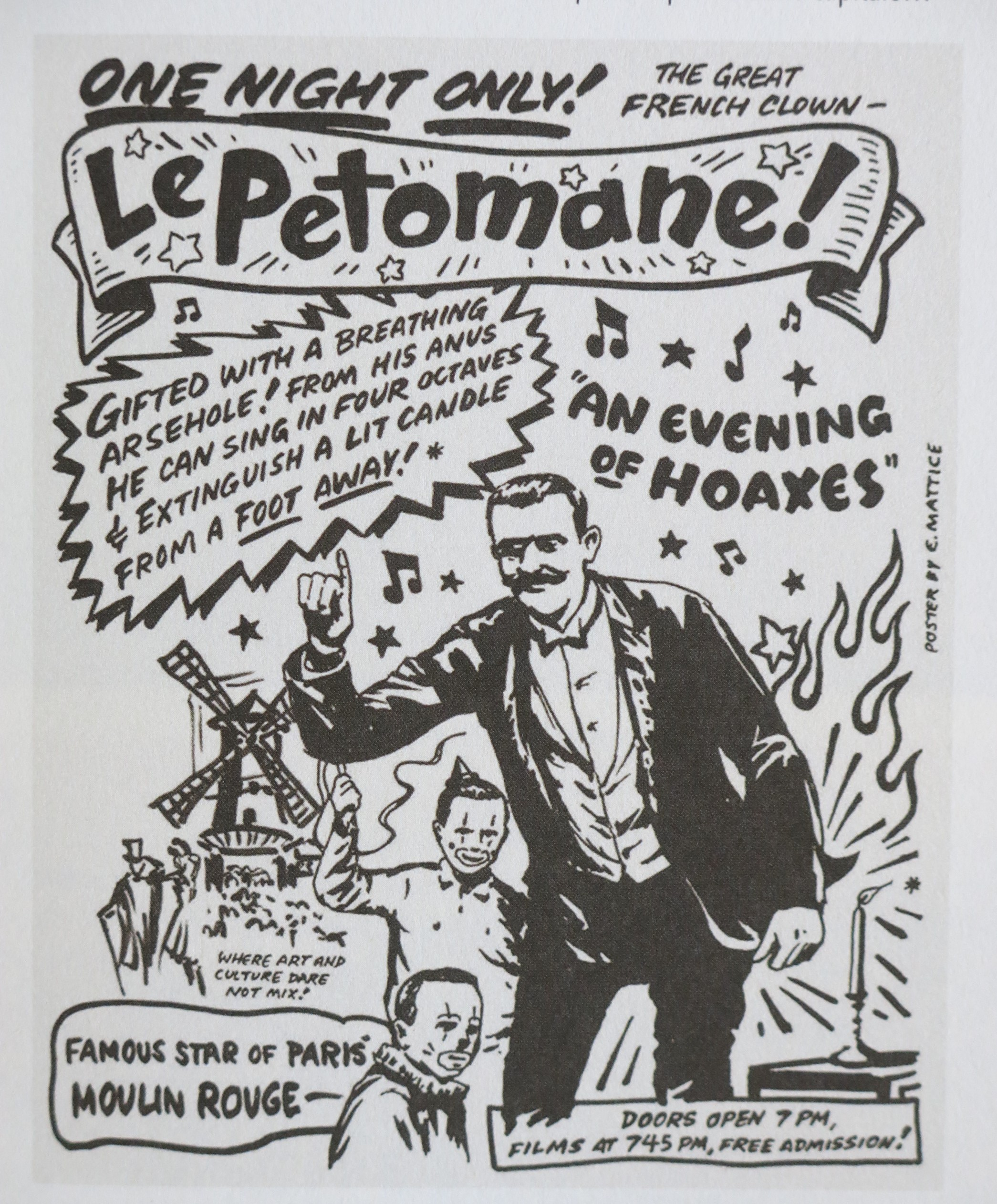
پوستر تبلیغاتی ژوزف پوژول در سال ۱۸۸۰م: «یک شب برای همیشه، دیوانه گازی!».